# Dacar (departamento)
Dakar ou Dacar é um departamento da região de Dakar, no Senegal.